# Remigia obscurior
Remigia obscurior là một loài bướm đêm trong họ Erebidae.